# Jan Baptista Lambl

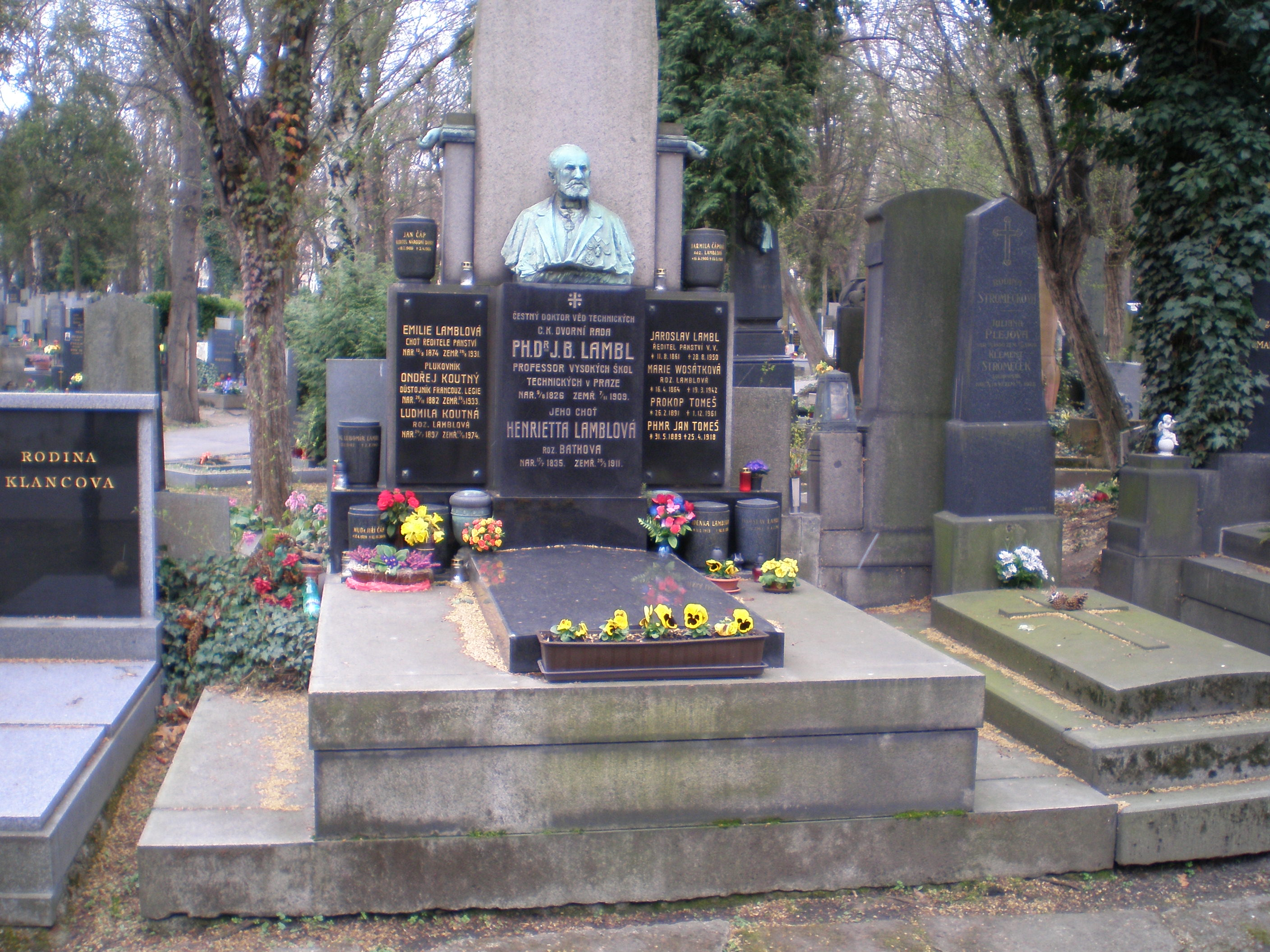
Hrob Jana Baptisty Lambla na Olšanských hřbitovech v Praze

Jan Baptista Lambl (9. srpna 1826 Letiny – 7. listopadu 1909 Praha) byl český chemik, první profesor vyučující zemědělství na Českém vysokém učení technickém v Praze (ČVUT), autor teorie o depekoraci. Jan Baptista Lambl učil celý svůj život zemědělské obory na ČVUT, inicioval vznik samostatného zemědělského útvaru (1874, 1881) – nebyl schválen – založil zemědělské školy v Táboře a Libverdě a v roce 1891 se stal rektorem ČVUT. Jeho předchůdcem na poli výuky agronomie byl PhDr. JUDr. Josef Tadeáš Lumbe.

## Životopis
Jan Křtitel Lambl se narodil dne 9. srpna 1826 v Letinech jako syn Františka Lambla, hospodářského správce letinského velkostatku a lázní. Shodně jako jeho bratři František Sudimír a Vilém Dušan studoval na gymnáziu v Plzni a pokračoval studiem na univerzitě v Praze. Roku 1849 promoval jako magistr farmacie a nastoupil u firmy W. Batka v Praze jako chemik. Koncem roku 1851 přijal místo profesora chemie a fyziky ve vojenské škole v Bělehradě. V té době podnikl studijní cestu do Německa, Francie, Belgie a Anglie.
V roce 1855 přijal místo učitele chemie, chemické technologie a přírodních věd na německé hospodářské škole v Libverdě, kde byl jeho bratr Karel ředitelem. Zřejmě pod jeho vlivem začal intenzivně studovat hospodářství. Po osmi letech v roce 1863 opustil tento ústav a vstoupil do služeb Jana Harracha a stal se ředitelem nové rolnické školy ve Střežerech. Dále intenzivně studoval a pro své žáky zpracoval vlastní studijní skripta Österreichisch Feldbausysteme a Rübenzuker und Spiritusfabrikation. Po zániku školy vlivem bitvy u Sadové v roce 1866 se habilitoval na docenta hospodářství na Polytechnice v Praze a v letech 1867–82 zde byl mimořádným profesorem. Po rozdělení Polytechniky na část německou a českou zůstal na českém ústavu a v roce 1891 byl zvolen rektorem. Publikoval četné odborné spisy. Psal česky i německy. Významný byl jeho spis Nauka o kamení a zeminách, o pracích a nářadí k nim sloužící, o chovu bravu vepřového. Mimořádný zájem odborné veřejnosti způsobil svým spisem Depocoration in Europe" vydaný v Lipsku v roce 1878, ve kterém poukazuje na souvislosti mezi ubýváním dobytka a narůstáním počtu obyvatel. Důchod pozemkový vydal v roce 1880 německy i česky. O osm let později vydal k oslavě císaře "Rukověť zemědělství" a založil časopis Bibliotéka polního hospodářství.
Byl zvolen poslancem zemského sněmu a ustanoven do funkce ředitele vyššího zemského hospodářského ústavu v Táboře .
Po další studijní cestě po Evropě předkládá zemskému výboru návrh na organizaci zemědělského školství, na jehož základě byly budovány zemědělské školy všech stupňů.
Za jeho odbornou, organizační a publicistickou činnost byl Jan Baptista Lambl jmenován čestným doktorem techniky. Byl členem c. k. vlastenecko-hospodářské společnosti a její komise pro organizaci zemědělského školství.Zemřel v Praze 7. listopadu 1909.
Jan Baptista byl spolu se svým bratrem Karlem Milanem spoluzakladatelem Pomologického ústavu, který sídlil v Praze-Troji na pozemcích viniční usedlosti Popelářka. Byl též majitelem nedaleké trojské usedlosti U lisu.

## Ocenění díla
- V roce 1908 mu byl udělen čestný titul doktora technických věd (Dr.h.c.) Českého vysokého učení technického v Praze.[7] Jeho životní dílo bylo oceněno udělením komturního kříže Řádu Františka Josefa .[8]